# Lotte Bergtel-Schleif
Elly Lotte Bergtel-Schleif, geborene Schleif (* 4. Juli 1903 in Lichterfelde; † 26. Februar 1965 in Ost-Berlin), war eine deutsche Bibliothekarin, die aktiv im Widerstand gegen den Nationalsozialismus im Umfeld der KPD war und nach dem Krieg Leiterin der Berliner Büchereischule wurde.

## Leben

### Kindheit, Jugend und Ausbildung (1903–1925)
Elly Lotte Schleif wurde 1903 als Tochter des Volksschullehrers und Konrektors Fritz Schleif und seiner Frau Martha geboren. Von 1909 bis 1920 besuchte sie das Lyzeum und das Oberlyzeum. 1921 bis 1925 machte sie die Ausbildung als Bibliothekarin an der Zentrale für Volksbüchereien Berlin, der Stadtbibliothek Berlin-Mitte und der Staatsbibliothek Berlin. Sie schloss die Ausbildung mit dem Examen zur Diplombibliothekarin an Wissenschaftlichen Bibliotheken 1925 ab. Sie war eine Schülerin von Erwin Ackerknecht.

### Tätigkeit als Bibliothekarin (1925–1942)
Nach ihrer Ausbildung folgten Tätigkeiten in der Stadtbibliothek Stralsund (1925–1927), der Freien Öffentlichen Landesbücherei Gera (1928–1930) und der Stadtbibliothek Berlin-Neukölln. Von 1933 bis 1937 arbeitete sie in einer Kommission des Vereins Deutscher Bibliothekare, um verbindliche Regeln für die Alphabetische Katalogisierung festzulegen. Von 1936 bis 1942 war sie in der Bibliothek Nordmarkplatz, Prenzlauer Berg, beschäftigt und ab 1937 als deren Leiterin. 1939 wurde sie zur Beamtin auf Lebenszeit ernannt.

### Aktivität in der KPD und im Widerstand (1930–1942)
1930 machte Schleif Bekanntschaft mit dem Bibliothekar und Sinologen Philipp Schaeffer und mit Heinrich Scheel. Ab 1933 arbeitete sie für die illegale KPD und zählte zum Kreis der Widerstandsgruppe um John Sieg, der Roten Kapelle. Schleif erledigte Kurierdienste, Schreib- und Kopierdienste, brachte Verfolgte an die Grenze zur Tschechoslowakei und stellte ihr Quartier für Treffen und Übernachtungen zur Verfügung. Sie leistete Fluchthilfe für Rudolf Bergtel. Sie gehörte ebenso zur Widerstandsgruppe um Harro Schulze-Boysen und Arvid Harnack. Robert Abshagen und zahlreiche andere aus dem kommunistischen Widerstand gegen den Nationalsozialismus wie ihr späterer Ehemann Rudolf Bergtel fanden bei ihr die Möglichkeit zur Übernachtung.

### Verhaftung und Zeit im Gefängnis (1942–1945)
Schleif wurde am 18. September 1942 an ihrem Arbeitsplatz, der Volksbücherei Nordmarkplatz (heute Fröbelplatz), verhaftet. Man brachte sie zur Gestapo-Zentrale in der Prinz-Albrecht-Straße zum Verhör und anschließend in das Gefängnis Plötzensee, wo sie in „Untersuchungshaft“ genommen wurde. Am 6. Februar 1943 wurde sie vom Reichskammergericht wegen „Vorbereitung zum Hochverrat“ zu acht Jahren Gefängnis verurteilt. Die Haftzeit verbrachte sie in Cottbus, Jauer und Leipzig-Kleinmeusdorf. Dort wurde sie am 19. April 1945 befreit.

### Leben nach dem Zweiten Weltkrieg und Tod (1945–1965)
Im November 1945 heiratet Lotte Schleif Rudolf Bergtel. 1946 wurde sie Mitglied der SED. Sie war von 1946 bis 1947 an der Stadtbibliothek Berlin-Neukölln tätig und erhielt 1947 den Auftrag, die Berliner Büchereischule aufzubauen, deren Leitung sie übernahm. Ab 1950 war sie Dozentin der Berliner Fachschule für Bibliothekswesen. Ab 1955 erhielt sie Invalidenrente.

## Nach ihrem Tod
Zahlreiche Aufsätze und Gedenkfeiern zu Ehren von Lotte Bergtel-Schleif wurden in der DDR nach ihrem Tod verfasst bzw. abgehalten. So wurde die Erinnerung an Lotte Bergtel-Schleif Teil der antifaschistischen Staatsdoktrin der DDR.

### Gedenktafel und Palimpsest
Am 27. Juni 1973 wurde an der Stadtbücherei am Baumschulenweg (Lotte-Bergtel-Bibliothek) eine Gedenktafel angebracht. Diese existiert heute nicht mehr. Vermutlich wurde sie gestohlen. Ein von ihr beschriebenes Palimpsest ist ebenso verschwunden.

### Bergtel-Schleif-Preis
An der Humboldt-Universität zu Berlin am Institut für Informationswissenschaft wurde 1975 der Bergtel-Schleif-Preis zum ersten Mal verliehen. Es sollten Arbeiten ausgezeichnet werden, die sich durch „schöpferische Anwendung des Marxismus-Leninismus“ auszeichneten und zur „Lösung von Schwerpunktaufgaben in der bibliotheks- und informationswissenschaftlichen Forschung“ beitrügen.

### Die Lotte-Bergtel-Bibliothek
Nach der Wende wurde die Lotte-Bergtel-Bibliothek reorganisiert und umbenannt. Sie heißt jetzt Stadtteilbibliothek Baumschulenweg.

## Auszeichnungen
- 1956 Vaterländischer Verdienstorden
- 1958 Medaille für Kämpfer gegen den Faschismus 1933 bis 1945[9]

## Werke
- Ausschuss des Verbandes für Volksbibliothekare. Anweisung für den alphabetischen Katalog der Volksbüchereien: Ausgabe für große Büchereien und Büchereischulen. Unter Mitarbeit von Lotte Schleif. Leipzig: Einkaufshaus für Büchereien, 1938
- Bergtel-Schleif, Lotte. Aus Briefen an Erwin Ackerknecht In: Kommunisten im Kampf für ein neues Bibliothekswesen. Leipzig, Bibliographisches Institut, 1977 S. 29–37
- Bergtel-Schleif, Lotte. Möglichkeiten volksbibliothekarischer Arbeit unter dem Nationalsozialismus. In: Der Volksbibliothekar 1, 1947, S. 193–207. Nachdruck in: Lüdtke, Helga, [Hrsg.]., Leidenschaft und Bildung: Zur Geschichte der Frauenarbeit in Bibliotheken. Der andere Blick: Frauenstudien in Wissenschaft & Kunst, 2. Aufl., Berlin: Orlanda-Frauenverl., 1993 S. 115–132 ISBN 978-3-922166-79-5